# Tuszyn
Tuszyn là một thị trấn thuộc huyện Łódzki Wschodni, tỉnh Łódźkie ở trung tâm Ba Lan. Thị trấn có diện tích 23 km². Đến ngày 1 tháng 1 năm 2011, dân số của thị trấn là 7118 người và mật độ 306 người/km².